# Partizanski povojni zločini v Maceljskem gozdu
Partizanski povojni zločini v Maceljskem gozdu je naziv za veliko število množičnih pobojev, ki so jih Titovi partizani po koncu druge svetovne vojne izvedli v gozdovih na območju Maceljskega gozda pri Krapini, v taboriščih v Mirkovcu, pri Sv. Križu pri Začretjah in Oroslavju. Brez sojenja so komunisti pobili številne civiliste in vojake NDH. Ocenjuje se, da je bilo ubitih več kot 12.000 hrvaških ujetnikov.
Leta 1992 je bilo iz 23 množičnih grobišč (domnevno je še 130 grobišč) izkopanih 1163 žrtev pokola, ki so bile leta 2005 slovesno pokopani. 
Zločinci, ki so izvedli množične poboje v gozdu, so bili večinoma domačini partizani iz okolice Krapine, ukaz za poboj pa je izdal jugoslovanski vodja Josip Broz Tito.
Hrvaško pravosodje do danes ni sprožilo preiskav, obtožnic ali sodnih postopkov proti odgovornim osebam in kriminalcem, ki živijo v Republiki Hrvaški, med katerimi so nekateri govorili o svojem sodelovanju pri zločinih.
Maja 2020 je ministrstvo za hrvaške veterane organiziralo poskusna izkopavanja, da bi poiskali grobišče; napovedano je bilo, da bo terensko delo obsegalo kompleksno obdelavo več lokacij na širšem območju Maceljske gore, zato je predvideno, da bodo dejavnosti potekale v daljšem obdobju.

## Komemoracije
Krajevna skupnost vsako leto obeležuje slovesnosti na trati v Maceljskem gozdu.
Leta 2016 je bila v frančiškanskem samostanu v Krapini odprta spominska soba za 21 duhovnikov, za katere je znano, da so bili v noči s 4. na 5. junij 1945 ubiti v Maceljskem gozdu.